# Danmark i olympiska sommarspelen 1920
Danmark deltog med 154 deltagare vid de olympiska sommarspelen 1920 i Antwerpen. Totalt vann de tretton medaljer och slutade på tionde plats i medaljligan.

## Medaljer

### Guld
- Stefanie Clausen - Simhopp, 10 m
- Georg Albertsen, Rudolf Andersen, Viggo Dibbern, Aage Frandsen, Hugo Helsten, Harry Holm, Herold Jansson, Robert Johnsen, Christian Juhl, Vilhelm Lange, Svend Madsen, Peder Marcussen, Peder Møller, Niels Turin Nielsen, Steen Olsen, Christian Pedersen, Hans Rønne, Harry Sørensen, Christian Thomas och Knud Vermehren - Gymnastik, lag, fritt system
- Lars Madsen, Niels Larsen, Anders Petersen, Erik Sætter-Lassen och Anders Peter Nielsen - Skytte, 300 m frigevär stående, lag

### Silver
- Henry Petersen - Friidrott, stavhopp
- Søren Petersen - Boxning, tungvikt
- Gotfred Johansen - Boxning, lättvikt
- Anders Petersen - Boxning, flugvikt
- Johannes Birk, Frede Hansen, Frederik Hansen, Kristian Hansen, Hans Jakobsen, Aage Jørgensen, Alfred Frøkjær Jørgensen, Alfred Ollerup Jørgensen, Arne Jørgensen, Knud Kirkeløkke, Jens Lambæk, Kristian Larsen, Kristian Madsen, Niels Erik Nielsen, Niels Kristian Nielsen, Dynes Pedersen, Hans Pedersen, Johannes Pedersen, Peter Dorf Pedersen, Rasmus Rasmussen, Hans Christian Sørensen, Hans Laurids Sørensen, Søren Sørensen, Georg Vest och Aage Walther - Gymnastik, lag, svenskt system
- Landhockeylandslaget herrar (Hans Bjerrum, Ejvind Blach, Niels Blach, Steen Due, Thorvald Eigenbrod, Frands Faber, Hans Jørgen Hansen, Hans Herlak, Henning Holst, Erik Husted, Paul Metz och Andreas Rasmussen)
- Niels Larsen - Skytte, 300 m frigevär, tre positioner
- Lars Madsen - Skytte, 300 m frigevär, stående
- Poul Hansen - Brottning, grekisk-romersk stil, 82,5+ kg

### Brons
- Johannes Eriksen - Brottning, grekisk-romersk stil, 82,5 kg